# Chisocheton penduliflorus
Chisocheton penduliflorus är en tvåhjärtbladig växtart som beskrevs av Jules Émile Planchon och William Philip Hiern. Chisocheton penduliflorus ingår i släktet Chisocheton och familjen Meliaceae. Inga underarter finns listade i Catalogue of Life.